# Brønshøj BK
Brønshøj Boldklub är en dansk fotbollsklubb från Brønshøj, Köpenhamn.
Klubben grundades 15 maj 1919 och har spelat 14 säsonger i danska högstaligan.

## Supportrar
Klubbens supportrar kallas för Hvepsene ("Getingarna").

## Spelare

### Svenska spelare
- Tobias Grahn (2013–2014)